# If You Think This Song Is About You, It Probably Is
Singles de Destroy Rebuild Until God Shows
Mr. Owl Ate My Metal Worm
(2010)
Pistes de D.R.U.G.S.
The Only Thing You Talk About
(02)
If You Think This Song Is About You, It Probabl Is est une chanson du groupe Destroy Rebuild Until God Shows qui apparaît sur l'album D.R.U.G.S.. Sa version single est sortie le 11 novembre 2010. Ce fut également la toute première chanson sortie du groupe.

## Liste des pistes
| If You Think This Song Is About You, It Probably Is | If You Think This Song Is About You, It Probably Is | If You Think This Song Is About You, It Probably Is | If You Think This Song Is About You, It Probably Is | If You Think This Song Is About You, It Probably Is | If You Think This Song Is About You, It Probably Is | If You Think This Song Is About You, It Probably Is | If You Think This Song Is About You, It Probably Is | If You Think This Song Is About You, It Probably Is | If You Think This Song Is About You, It Probably Is |
| No                                                  | Titre                                               | Auteur                                              | Durée                                               |                                                     |                                                     |                                                     |                                                     |                                                     |                                                     |
| --------------------------------------------------- | --------------------------------------------------- | --------------------------------------------------- | --------------------------------------------------- | --------------------------------------------------- | --------------------------------------------------- | --------------------------------------------------- | --------------------------------------------------- | --------------------------------------------------- | --------------------------------------------------- |
| 1.                                                  | If You Think This Song Is About You, It Probably Is | Destroy Rebuild Until God Shows                     | 2:31                                                |                                                     |                                                     |                                                     |                                                     |                                                     |                                                     |
| 2.                                                  | If You Think This Song Is About You (vidéo)         | Destroy Rebuild Until God Shows                     | 8:30                                                |                                                     |                                                     |                                                     |                                                     |                                                     |                                                     |
| 11:01                                               |                                                     |                                                     |                                                     |                                                     |                                                     |                                                     |                                                     |                                                     |                                                     |